# Fotograaf der Nederlanden
De Fotograaf der Nederlanden (tot 2025 Fotograaf des Vaderlands) is een persoon die gedurende één jaar als ambassadeur optreedt voor de Nederlandse fotografie. Het idee is in navolging van de Dichter des Vaderlands. Initiatiefnemers zijn het Nederlands Fotomuseum in Rotterdam en FOAM in Amsterdam. Samen hebben zij de "Stichting Fotoweek" opgericht om het publiek bewuster naar de fotografie te laten kijken, het plezier van fotograferen te ervaren en een podium te bieden aan professionele fotografen en fotowinkels.
In februari 2025 is de titel gewijzigd van 'Fotograaf des Vaderlands' in 'Fotograaf der Nederlanden'. Dit gebeurde op verzoek van de verschillende dragers, namelijk Babs Gons (dichter), Anne-Maartje Lemereis (componist), Mirella Klomp (theoloog), Marwan Magroun (fotograaf), Marjan Slob (denker) en Jan Vriends (stripmaker), vanwege "een gedeeld ongemak over een term (vaderlands) die als gedateerd wordt ervaren".
Jaarlijks wordt in het voorjaar de Fotograaf des Vaderlands gekozen en vervolgens in het najaar een fotoweek over het thema georganiseerd. De werken worden op de BredaPhoto Festival gepresenteerd.
Wegens de coronapandemie was Jan Dirk van der Burg voor een periode van vier jaar Fotograaf des Vaderlands. Zijn opvolger Marwan Magroun werd in november 2022 gekozen.

## Fotografen
| Jaar | Project            | Fotograaf             | Portret | Omschrijving thema van de Fotograaf des Vaderlands                                   |
| ---- | ------------------ | --------------------- | ------- | ------------------------------------------------------------------------------------ |
| 2013 | Kijk! Mijn Familie | Ilvy Njiokiktjien     |         | Verjaardagen van mensen van alle leeftijden                                          |
| 2014 | Kijk! Mijn Geluk   | Koen Hauser           |         | Geluksmomenten bewerkt tot glamourfoto's                                             |
| 2015 | Kijk! Mijn Straat  | Ahmet Polat           |         | De straat als directe, alledaagse leefomgeving                                       |
| 2016 | Kijk! Dit ben ik   | Robin de Puy          |         | Over portretfotografie en de wisselwerking tussen de geportretteerde en de fotograaf |
| 2018 | Typisch Nederland  | Jan Dirk van der Burg |         | Kritisch-ironische, fotografische observaties van het alledaagse Nederland           |
| 2022 |                    | Marwan Magroun        |         |                                                                                      |